# 2015 في اليونان
فيما يلي قوائم الأحداث التي وقعت خلال عام 2015 في اليونان.

## أحداث
- 25 يناير – الانتخابات التشريعية اليونانية يناير 2015
- 5 يوليو – استفتاء اليونان 2015

## سياسة

### تعيين في المنصب
- 26 يناير – أليكسيس تسيبراس رئيس وزراء اليونان،عضو البرلمان اليوناني،رئيس وزراء اليونان.
- 26 يناير – أنتونيس ساماراس Leader of the Official Opposition (Greece) [الإنجليزية]‏،عضو البرلمان اليوناني.
- 27 يناير – يانيس فاروفاكيس Minister of Finance of Greece  [لغات أخرى]‏،عضو البرلمان اليوناني.
- 13 مارس – بروكوبيس بافلوبولوس رئيس اليونان.
- 27 أغسطس – فاسيليكي ثانو-كريستوفيلو رئيس وزراء اليونان.
- 3 أكتوبر – إيفانغيلوس فينيزيلوس عضو البرلمان اليوناني.
- 3 أكتوبر – درة باكويانيس عضو البرلمان اليوناني.
- 3 أكتوبر – كوستاس كرامنليس عضو البرلمان اليوناني.
- 3 أكتوبر – ليانا كانيلي عضو البرلمان اليوناني.

### انتهاء فترة المنصب
- 25 يناير – أليكسيس تسيبراس Leader of the Official Opposition (Greece) [الإنجليزية]‏،رئيس وزراء اليونان.
- 26 يناير – أنتونيس ساماراس رئيس وزراء اليونان،Leader of the Official Opposition (Greece) [الإنجليزية]‏.
- 27 يناير – إيفانغيلوس فينيزيلوس وزير الخارجية [الإنجليزية]‏، نائب رئيس وزراء اليونان [الإنجليزية]‏.
- 27 يناير – صوفيا فولتيبسي Undersecretary to the Prime Minister ‏.
- 13 مارس – كارولوس بابولياس رئيس اليونان.
- 6 يوليو – يانيس فاروفاكيس Minister of Finance of Greece  [لغات أخرى]‏،عضو البرلمان اليوناني.
- 21 سبتمبر – فاسيليكي ثانو-كريستوفيلو رئيس وزراء اليونان.

## أفلام
من الأفلام التي صدرت هذه السنة في اليونان:
- 1 يناير – جراد البحر من إخراج يورجوس لانثيموس.